# マッシモ・ボンテンペッリ
マッシモ・ボンテンペッリ（Massimo Bontempelli、1878年5月12日 - 1960年7月21日）はイタリアの小説家、詩人、劇作家。

## 経歴
1878年、ロンバルディア州コモに生まれる。トリノ大学を卒業後、国語教師を経てフィレンツェで編集者となり、小説・詩を発表するようになる。代表作『鏡の前のチェス盤』を始めとしたマジック・リアリズム的な幻想作品が特徴。
1926年、作家・ジャーナリストのクルツィオ・マラパルテと共に文芸誌『900』を創刊。1953年、『誠実な恋人』でストレーガ賞を受賞。1960年、ローマにて死去。

## 日本語訳
- 『我が夢の女』 岩崎純孝訳、河出書房、1941年
  - 改題『わが夢の女 - ボンテンペルリ短篇集』 ちくま文庫、1988年
- 『鏡の前のチェス盤』（La scacchiera davanti allo specchio, 1922)

橋本勝雄訳、光文社古典新訳文庫、2017年
- 『怪奇文学大山脈〈Ⅱ〉 西洋近代名作選　20世紀革新篇』荒俣宏編、東京創元社、2014年 -「私の民事死について」を収録